# Puyoô
Puyoô é uma comuna francesa na região administrativa da Nova Aquitânia, no departamento dos Pirenéus Atlânticos. Estende-se por uma área de 9,32 km². Em 2010 a comuna tinha 1 148 habitantes (densidade: 123,2 hab./km²).